# Amentjärnen
Amentjärnen är en sjö i Bjurholms kommun och Nordmalings kommun i Ångermanland och ingår i Hörnåns huvudavrinningsområde. Sjön har en area på 0,0423 kvadratkilometer och ligger 182,3 meter över havet.

## Delavrinningsområde
Amentjärnen ingår i det delavrinningsområde (709087-167964) som SMHI kallar för Ovan Torrsjöbäcken. Medelhöjden är 174 meter över havet och ytan är 37,63 kvadratkilometer. Räknas de 20 avrinningsområdena uppströms in blir den ackumulerade arean 222,49 kvadratkilometer. Avrinningsområdets utflöde Hörnån mynnar i havet. Avrinningsområdet består mestadels av skog (76 procent) och sankmarker (11 procent). Avrinningsområdet har 0,17 kvadratkilometer vattenytor vilket ger det en sjöprocent på 0,4 procent.